# 政府首脑旗帜列表
本旗帜列表展示的是大部分国家和地区的行政首脑专用旗帜，例如总理旗（Prime Minister Standard）、首相旗（Prime Minister Banner）等。
政府首脑旗帜的设计，通常是在国旗的基础上增加一些文字图案（例如国徽）、比例调整版本，或者以国旗为蓝本重新设计等等。
世界上绝大部分国家设有政府首脑旗帜（通常为总理制、君主制国家），不过有一些国家，例如中华人民共和国、越南、老挝等，不设置政府首脑旗帜。
以下国家（包括有限承認國家）依其英文名称首字母排序。

## A

阿布哈茲总理
阿尔巴尼亚总理
安道尔首相
澳大利亚总理
奥地利总理
奥地利总理

## B

巴哈马总理
孟加拉国总理
孟加拉国总理
巴西总理
文莱首相
比利时首相
比利时首相

## C

克罗地亚总理
古巴共和国总理
捷克总理
中華民國總統

## D

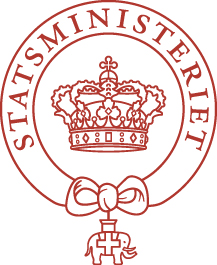
丹麦首相

## F

芬兰总理

## G

德国总理
希腊总理
圭亚那总理

## H

匈牙利总理

## I

以色列总理
以色列总理（海上）
以色列总理
意大利总理

## J

牙买加总理
日本内阁总理大臣
日本内阁总理大臣

## K

韩国总理

## L

拉脱维亚总理

## M

马尔代夫总理
摩尔多瓦总理

## P

巴基斯坦总理
葡萄牙总理
波多黎各总督

## R

罗马尼亚总理

## S

斯洛文尼亚总理
韩国总理
西班牙首相
苏里南总理

## T

泰国总理
特立尼达和多巴哥总理

## 歷史上國家行政首脑旗幟列表

泰国总理
泰国总理
泰国总理
波黑塞族共和国总理
意大利总理
意大利总理
葡萄牙总理
罗德西亚和尼亚萨兰总理
津巴布韦罗德西亚总理
罗德西亚总理
南斯拉夫总理
南斯拉夫首相
塞尔维亚和黑山总理